# Стадіон 974
 Стадіон 974  (араб. استاد 974, трансліт. ʾIstād 974, також відомий як Рас-абу-Абуд) — футбольний стадіон у столиці Катару, місті Доха. Один зі стадіонів, на якому пройшли матчі Чемпіонату світу 2022. Стадіон було відкрито 30 листопада 2021.
Цей стадіон планували демонтувати по завершенню турніру. Однак станом на листопад 2023 року цього не сталося, і стадіон залишився на своєму місці. На ньому проведуть Міжконтинентальний кубок ФІФА 2024 та Суперкубок Франції з футболу 2024.

## Дизайн та конструкція
Стадіон зведено на прибережній ділянці площею 450 000 м2. Збудовано за модульним дизайном та при будівництві було використано 974 перероблені морські контейнери у відзнаку індустріальної історії району та телефонного коду Катару (+974). Після завершення турніру, контейнери та сидіння стадіону будуть розібрані та передані як допомога країнам світу, які їх потребують.Стадіон є першим тимчасовим місцем проведення матчів в історії Чемпіонату світу ФІФА.

## Історія
Стадіон було анонсовано під назвою «Рас-абу-Абуд». Під час церемонії відкриття 20 листопада 2021 стадіон було офіційно перейменовано на «Стадіон 974».
Першим матчем на стадіоні був матч-відкриття Кубку арабських націй 2021 між ОАЕ та Сирією, який відбувася 30 листопада 2021.

## Кубок Арабських націй 2021
Стадіон 974 прийняв 6 матчів Кубку Арабських націй 2021.
| Дата              | Час (UTC+3) | Команда 1  | Рахунок        | Команда 2 | Стадія              | К-кість глядачів |
| ----------------- | ----------- | ---------- | -------------- | --------- | ------------------- | ---------------- |
| 30 листопада 2021 | 22:00       | ОАЕ        | 2:1            | Сирія     | Група B             | 4 129            |
| 3 грудня 2021     | 19:00       | Мавританія | 0:1            | ОАЕ       | Група B             | 3 316            |
| 4 грудня 2021     | 19:00       | Судан      | 0:5            | Єгипет    | Група D             | 14 464           |
| 7 грудня 2021     | 18:00       | Йорданія   | 5:1            | Палестина | Група C             | 9 750            |
| 15 грудня 2021    | 18:00       | Туніс      | 1:0            | Єгипет    | 1/2 фіналу          | 36 427           |
| 18 грудня 2021    | 13:00       | Єгипет     | 0:0 (пен. 4:5) | Катар     | Матч за третє місце | 30 978           |

## Чемпіонат світу 2022
На стадіоні 974 пройде 7 матчів Чемпіонату світу 2022.
| Дата              | Час (UTC+3) | Команда 1  | Рахунок | Команда 2      | Стадія     | К-кість глядачів |
| ----------------- | ----------- | ---------- | ------- | -------------- | ---------- | ---------------- |
| 22 листопада 2022 | 19:00       | Мексика    | 0:0     | Польща         | Група C    | 39 369           |
| 24 листопада 2022 | 19:00       | Португалія | 3:2     | Гана           | Група H    | 42 662           |
| 26 листопада 2022 | 19:00       | Франція    | 2:1     | Данія          | Група D    | 42 860           |
| 28 листопада 2022 | 19:00       | Бразилія   | 1:0     | Швейцарія      | Група G    | 43 649           |
| 30 листопада 2022 | 22:00       | Польща     | 0:2     | Аргентина      | Група C    | 44 089           |
| 2 грудня 2022     | 22:00       | Сербія     | 2:3     | Швейцарія      | Група G    | 41 378           |
| 5 грудня 2022     | 22:00       | Бразилія   | 4:1     | Південна Корея | 1/8 фіналу | 43 847           |